# 2016年ブラジルグランプリ
2016年ブラジルグランプリ（2016 Brazilian Grand Prix）は、2016年のF1世界選手権第20戦として、2016年11月13日にインテルラゴス・サーキットで開催された。

## レース前
- ドライバーズランキング1位のニコ・ロズベルグは、2位のルイス・ハミルトンに19ポイント差をつけており、ブラジルGPで優勝すれば、最終戦を待たずして自身初のF1ワールドチャンピオンを獲得する。ロズベルグがタイトルを獲得する条件は以下の通りで、ロズベルグが7位以下でフィニッシュした場合、タイトル獲得は最終戦に持ち越しとなる[1]。
  - 優勝
  - 2位でフィニッシュし、ハミルトンが4位以下
  - 3位でフィニッシュし、ハミルトンが6位以下
  - 4位でフィニッシュし、ハミルトンが8位以下
  - 5位でフィニッシュし、ハミルトンが9位以下
  - 6位でフィニッシュし、ハミルトンが10位以下
- ウィリアムズは、母国グランプリとなるフェリペ・マッサのマシンにメインスポンサーとなっているマルティーニのロゴを「MASSA」に変更した特別カラーリングを施した[2]。
- このレースでピレリが用意したドライタイヤのコンパウンドはハード、ミディアム、ソフトの3種類[3]。
- 2017年シーズンに関する動向
  - ウィリアムズはバルテリ・ボッタスが残留、開発ドライバーのランス・ストロールがレースドライバーに昇格する[4]。
  - フォース・インディアはエステバン・オコンと2017年からの複数年契約を発表。既に残留が決まっているセルジオ・ペレスとチームメイトとなる[5]。
  - ルノーはジョリオン・パーマーの残留を発表。既にルノーへの移籍が決定しているニコ・ヒュルケンベルグのチームメイトとなる[6]。
  - ハースはロマン・グロージャンの残留及びケビン・マグヌッセンと複数年契約を交わしたことを発表。これに伴いエステバン・グティエレスは2016年限りでハースを離脱する[7]。

## 予選
2016年11月12日（土曜日）14:00（現地時間）
- 天候：曇
- 路面状況：ドライ
- 気温：19度
- 路面温度：27度

### 経過
曇天模様で小雨がぱらつく状態だったが予選に影響はなく、Q1からQ3までドライコンディションのまま予選を終えた。
ルイス・ハミルトンが3戦連続（シーズン11回目）のポールポジションを獲得した。ドライバーズランキング1位のニコ・ロズベルグは2位となり、このレースでもメルセデスがフロントローを独占した。キミ・ライコネンがメルセデス勢に続く3位。

### 結果
| Pos.                | No. | ドライバー                 | コンストラクター                | Q1       | Q2       | Q3       | Grid |
| ------------------- | --- | -------------------------- | ------------------------------- | -------- | -------- | -------- | ---- |
| 1                   | 44  | ルイス・ハミルトン         | メルセデス                      | 1:11.511 | 1:11.238 | 1:10.736 | 1    |
| 2                   | 6   | ニコ・ロズベルグ           | メルセデス                      | 1:11.815 | 1:11.373 | 1:10.838 | 2    |
| 3                   | 7   | キミ・ライコネン           | フェラーリ                      | 1:12.100 | 1:12.301 | 1:11.404 | 3    |
| 4                   | 33  | マックス・フェルスタッペン | レッドブル-タグ・ホイヤー       | 1:11.957 | 1:11.834 | 1:11.485 | 4    |
| 5                   | 5   | セバスチャン・ベッテル     | フェラーリ                      | 1:12.159 | 1:12.010 | 1:11.495 | 5    |
| 6                   | 3   | ダニエル・リカルド         | レッドブル-タグ・ホイヤー       | 1:12.409 | 1:12.047 | 1:11.540 | 6    |
| 7                   | 8   | ロマン・グロージャン       | ハース-フェラーリ               | 1:12.893 | 1:12.343 | 1:11.937 | 7    |
| 8                   | 27  | ニコ・ヒュルケンベルグ     | フォース・インディア-メルセデス | 1:12.428 | 1:12.360 | 1:12.104 | 8    |
| 9                   | 11  | セルジオ・ペレス           | フォース・インディア-メルセデス | 1:12.684 | 1:12.331 | 1:12.165 | 9    |
| 10                  | 14  | フェルナンド・アロンソ     | マクラーレン-ホンダ             | 1:12.700 | 1:12.312 | 1:12.266 | 10   |
| 11                  | 77  | バルテリ・ボッタス         | ウィリアムズ-メルセデス         | 1:12.680 | 1:12.420 |          | 11   |
| 12                  | 21  | エステバン・グティエレス   | ハース-フェラーリ               | 1:13.052 | 1:12.431 |          | 12   |
| 13                  | 19  | フェリペ・マッサ           | ウィリアムズ-メルセデス         | 1:12.432 | 1:12.521 |          | 13   |
| 14                  | 26  | ダニール・クビアト         | トロ・ロッソ-フェラーリ         | 1:13.071 | 1:12.726 |          | 14   |
| 15                  | 55  | カルロス・サインツ         | トロ・ロッソ-フェラーリ         | 1:12.950 | 1:12.920 |          | 15   |
| 16                  | 30  | ジョリオン・パーマー       | ルノー                          | 1:13.259 | 1:13.258 |          | 16   |
| 17                  | 22  | ジェンソン・バトン         | マクラーレン-ホンダ             | 1:13.276 |          |          | 17   |
| 18                  | 20  | ケビン・マグヌッセン       | ルノー                          | 1:13.410 |          |          | 18   |
| 19                  | 94  | パスカル・ウェーレイン     | MRT-メルセデス                  | 1:13.427 |          |          | 19   |
| 20                  | 31  | エステバン・オコン         | MRT-メルセデス                  | 1:13.432 |          |          | 221  |
| 21                  | 9   | マーカス・エリクソン       | ザウバー-フェラーリ             | 1:13.623 |          |          | 20   |
| 22                  | 12  | フェリペ・ナッセ           | ザウバー-フェラーリ             | 1:13.681 |          |          | 21   |
| 107% time: 1:16.516 |     |                            |                                 |          |          |          |      |
| ソース              |     |                            |                                 |          |          |          |      |

追記
- ^1 - オコンはQ1でパーマーのアタックラップを妨害したため、3グリッド降格ペナルティとペナルティポイント2点が科された[10][11]

## 決勝
2016年11月13日（日曜日）14:00（現地時間）
- 天候：雨
- 路面状況：ウエット
- 気温：18度
- 路面温度：20度

### 経過
ロマン・グロージャンが決勝前のレコノサンスラップでクラッシュ。マシンはサスペンションを含めてダメージを負ったため、決勝は欠場となった。レースは10分遅れとなりセーフティカー先導でスタートした。
しかし14周目にマーカス・エリクソンが最終コーナーでクラッシュ。セーフティカーが入り20周目にレースが再開されるが、再開直後にキミ・ライコネンが単独クラッシュを喫しここで赤旗中断となる。その後、セーフティカー先導でコースに入るが大雨のため28周目に再び赤旗中断となる。この時、スタンドからは大きなブーイングが飛び交った。ほとんどのドライバーはレース続行は危険と訴えるが、選手権争いを考えてハーフポイントは避けたいルイス・ハミルトンだけはレースはできると訴える。少しして再びセーフティカー先導でコースに入り32周目よりレースは再開。直後、3位を走っていたマックス・フェルスタッペンがニコ・ロズベルグをかわし2位に浮上する。フェルスタッペンは途中、13コーナーでハーフスピンを喫するが、持ち前のテクニックでリカバーし順位を落とすことなくレースに復帰。またロズベルグもスピンを喫するが、こちらもクラッシュすることなくレースに復帰する。44周目にフェルスタッペンがインターミディエイトタイヤに交換した。46周目にフェリペ・マッサがターン14でクラッシュ。このクラッシュで再びセーフティカーが入る。マッサは大きな歓声と拍手を浴びながらブラジル国旗を掲げ、歩いてピットに戻った。この時、メルセデス、そして古巣のフェラーリのメカニックが総出でマッサを出迎えた。55周目にレースは再開するが、再開直前に8位を走っていたフェルナンド・アロンソがスピンを喫し17位に順位を下げる。またインターミディエイトを履いていたレッドブル勢も再びウェットタイヤに戻し順位を下げた。	
終盤はレッドブル勢、そしてアロンソが後方から怒涛の追い上げを見せる。特にフェルスタッペンは残り15周の場面で、16位から一気に3位にまで順位を上げた。2度の赤旗中断によりレースは3時間を超える長丁場となったが、ハミルトンが一度も首位を譲ることなくチェッカーを受け3連勝。ロズベルグが2位を守りダメージを最小限におさえた。母国グランプリとなったザウバーのフェリペ・ナッセが9位に入賞し、チームにとって待望の今シーズン初ポイントを獲得。コンストラクターズでもマノーを抜いて10位に上がり、財政的に厳しい局面におかれているザウバーにとって貴重な2ポイントとなった。またスピンを喫したアロンソも10位にまで順位を上げ1ポイントを獲得した。マノーのエステバン・オコンも終盤まで入賞圏内を走っていたが12位に終わった。
チャンピオン争いはロズベルグとハミルトンの差が12ポイント差となり最終戦を迎える。ロズベルグは、アブダビで自分が表彰台に上がるか、ハミルトンが表彰台を逃せば何位でもチャンピオンが確定する。ハミルトンのみが表彰台に上がった時は、ロズベルグの順位による。またこの結果により、コンストラクターズ選手権ではレッドブルの2位、フェラーリの3位が確定した。またフォース・インディア勢はセルジオ・ペレスが4位、ニコ・ヒュルケンベルグが7位となり、コンストラクターズポイントで18点を獲得。4位を争うウィリアムズがノーポイントに終わったことで、チーム最高順位となるコンストラクターズ4位獲得へ一気に有利な状況となった。

### 結果
| Pos.   | No. | ドライバー                 | コンストラクター                | 周回数 | タイム/リタイア | Grid | Pts. |
| ------ | --- | -------------------------- | ------------------------------- | ------ | --------------- | ---- | ---- |
| 1      | 44  | ルイス・ハミルトン         | メルセデス                      | 71     | 3:01:01.335     | 1    | 25   |
| 2      | 6   | ニコ・ロズベルグ           | メルセデス                      | 71     | +11.455         | 2    | 18   |
| 3      | 33  | マックス・フェルスタッペン | レッドブル-タグ・ホイヤー       | 71     | +21.481         | 4    | 15   |
| 4      | 11  | セルジオ・ペレス           | フォース・インディア-メルセデス | 71     | +25.346         | 9    | 12   |
| 5      | 5   | セバスチャン・ベッテル     | フェラーリ                      | 71     | +26.334         | 5    | 10   |
| 6      | 55  | カルロス・サインツ         | トロ・ロッソ-フェラーリ         | 71     | +29.160         | 15   | 8    |
| 7      | 27  | ニコ・ヒュルケンベルグ     | フォース・インディア-メルセデス | 71     | +29.827         | 8    | 6    |
| 8      | 3   | ダニエル・リカルド         | レッドブル-タグ・ホイヤー       | 71     | +30.486 1       | 6    | 4    |
| 9      | 12  | フェリペ・ナッセ           | ザウバー-フェラーリ             | 71     | +42.620         | 21   | 2    |
| 10     | 14  | フェルナンド・アロンソ     | マクラーレン-ホンダ             | 71     | +44.432         | 10   | 1    |
| 11     | 77  | バルテリ・ボッタス         | ウィリアムズ-メルセデス         | 71     | +45.292         | 11   |      |
| 12     | 31  | エステバン・オコン         | MRT-メルセデス                  | 71     | +45.809         | 22   |      |
| 13     | 26  | ダニール・クビアト         | トロ・ロッソ-フェラーリ         | 71     | +51.192         | 14   |      |
| 14     | 20  | ケビン・マグヌッセン       | ルノー                          | 71     | +51.555         | 18   |      |
| 15     | 94  | パスカル・ウェーレイン     | MRT-メルセデス                  | 71     | +1:00.498       | 19   |      |
| 16     | 22  | ジェンソン・バトン         | マクラーレン-ホンダ             | 71     | +1:21.994       | 17   |      |
| Ret    | 21  | エステバン・グティエレス   | ハース-フェラーリ               | 60     | 電気系統        | 12   |      |
| Ret    | 19  | フェリペ・マッサ           | ウィリアムズ-メルセデス         | 46     | アクシデント 2  | 13   |      |
| Ret    | 30  | ジョリオン・パーマー       | ルノー                          | 20     | 接触ダメージ    | 16   |      |
| Ret    | 7   | キミ・ライコネン           | フェラーリ                      | 19     | アクシデント    | 3    |      |
| Ret    | 9   | マーカス・エリクソン       | ザウバー-フェラーリ             | 11     | アクシデント    | 20   |      |
| DNS    | 8   | ロマン・グロージャン       | ハース-フェラーリ               | -      | アクシデント    | 7    |      |
| ソース |     |                            |                                 |        |                 |      |      |

ファステストラップ
- マックス・フェルスタッペン（レッドブル） 1:25.305（67周目）

ラップリーダー
- ルイス・ハミルトン（Lap 1-71）

追記
- ^1 - リカルドは（エリクソンがピットロード入口でクラッシュしたことにより）クローズされたピットに入ったため、5秒のタイム加算ペナルティ（その後のピットインで消化）[22][23]
- ^2 - マッサはセーフティカー走行中にグティエレスをオーバーテイクしたため、5秒のタイム加算ペナルティとペナルティポイント2点が科された[22][24]

## 第20戦終了時点でのランキング
|   | 順位 | ドライバー                 | ポイント |
|   | 1    | ニコ・ロズベルグ           | 367      |
|   | 2    | ルイス・ハミルトン         | 355      |
|   | 3    | ダニエル・リカルド         | 246      |
|   | 4    | セバスチャン・ベッテル     | 197      |
| 1 | 5    | マックス・フェルスタッペン | 192      |

|  | 順位 | コンストラクター                | ポイント |
|  | 1    | メルセデス                      | 722      |
|  | 2    | レッドブル-タグ・ホイヤー       | 446      |
|  | 3    | フェラーリ                      | 375      |
|  | 4    | フォース・インディア-メルセデス | 163      |
|  | 5    | ウィリアムズ-メルセデス         | 136      |

- 注：ドライバー、コンストラクター共にトップ5のみ表示。